# Behistun-Inschrift
Koordinaten: 34° 23′ 18″ N, 47° 26′ 12″ O

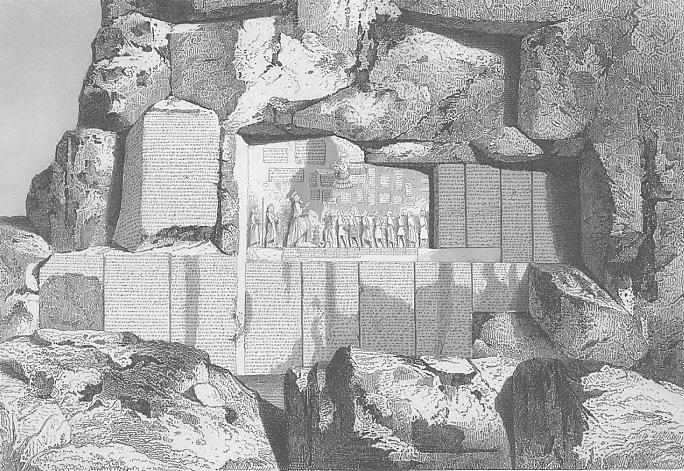
Die Behistun-Inschrift zeigt den Bericht über die Siege des Großkönigs Dareios I. in drei Sprachen.

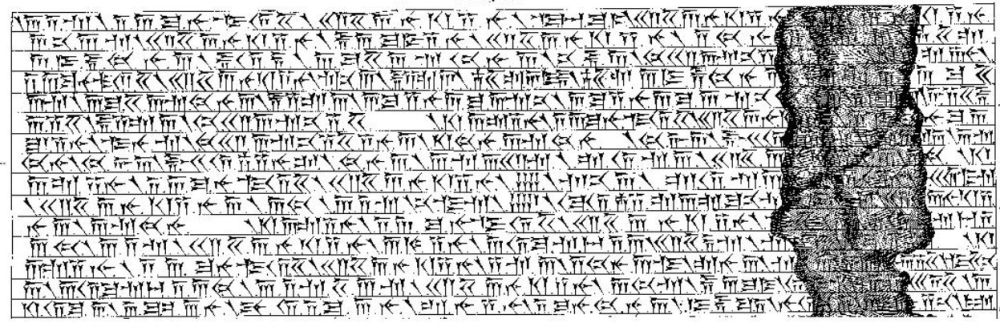
Inschrift

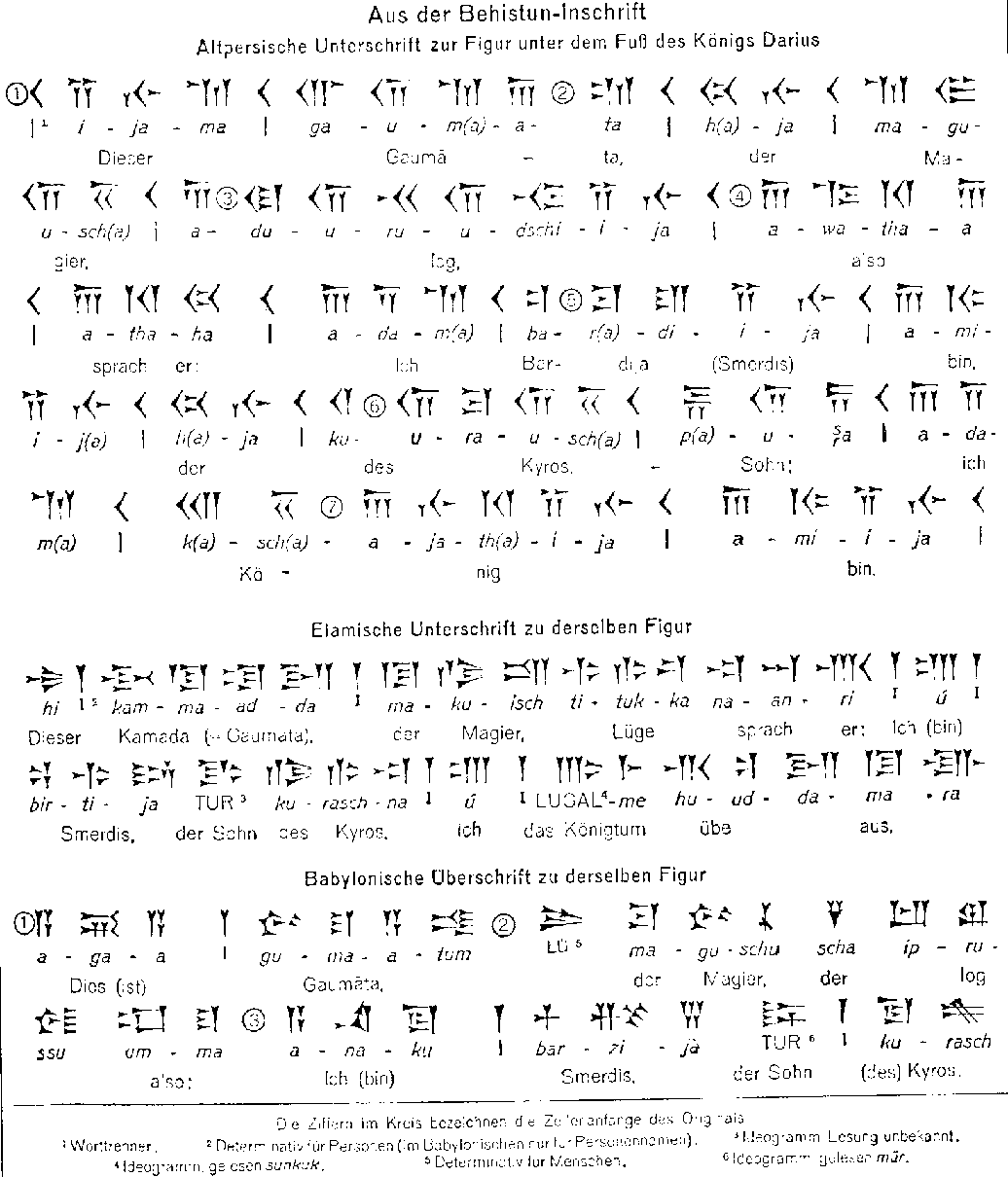
Behistuntexte in verschiedenen Keilschriften

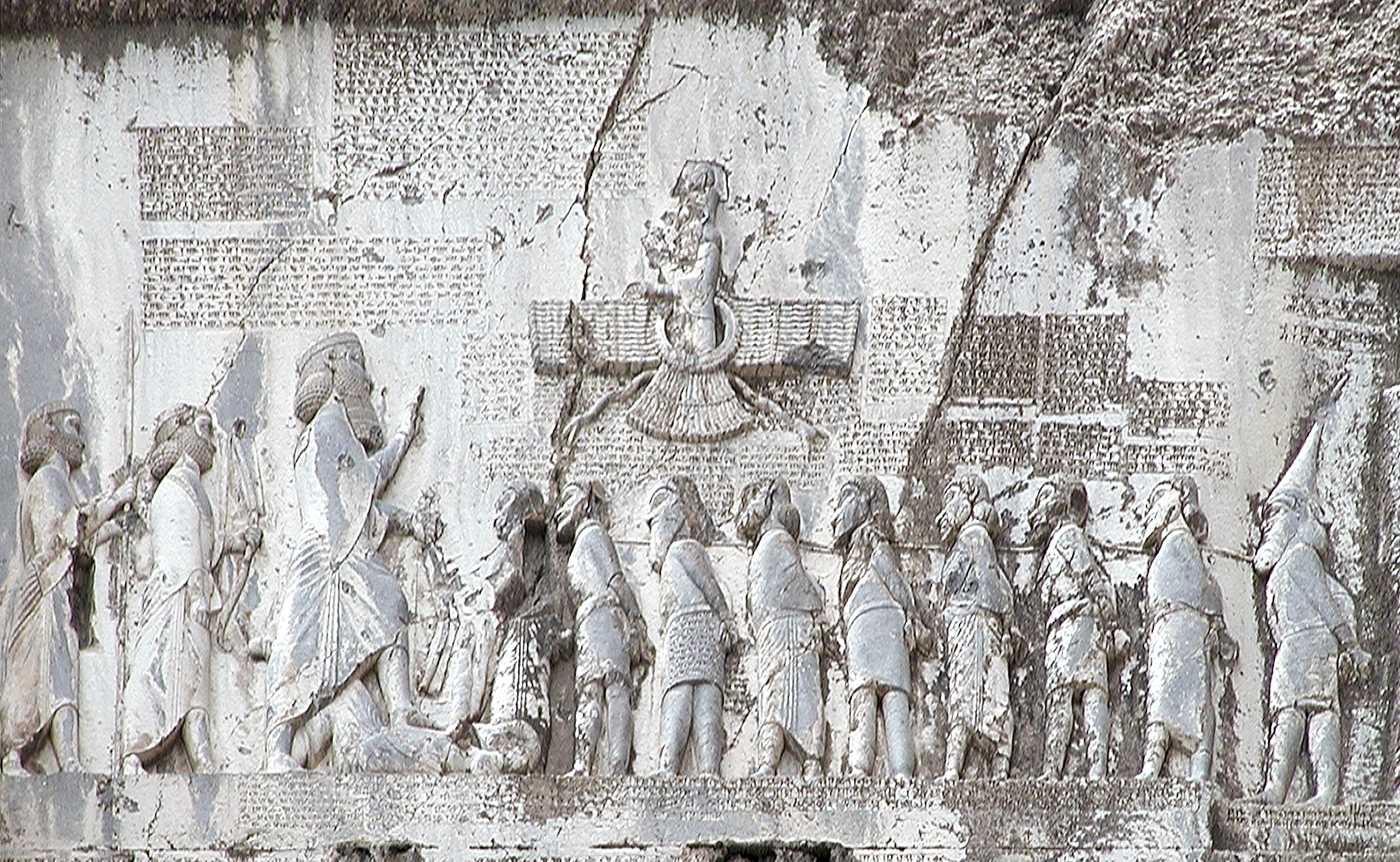
Ansicht des Reliefs

Die Behistun-Inschrift ist eine Felsinschrift aus dem fünften Jahrhundert v. Chr. im heutigen Iran. Sie hat ihren Namen vom Ort Bisotun (Behistan) im Nordwesten des Iran. Die große Inschrift wird auch als DB (für Dareios I., Bisotun) bezeichnet.
Die dreisprachige Inschrift war für die assyrische und elamische Keilschrift ähnlich wichtig wie der Stein von Rosette für die Entzifferung der ägyptischen Hieroglyphen.
Inschriften und Relief wurden 2006 zusammen in die Liste des UNESCO-Welterbes aufgenommen.

## Beschreibung
Der Achämenidenkönig Dareios I. ließ eine Abbildung der Könige vor gefesselten Gefangenen hoch oben in einer Felswand einmeißeln. Über der Darstellung schwebt die Figur in einem geflügelten Ring, ein assyrisches Erbe, das die göttliche Präsenz darstellt. Zum Relief ließ Dareios eine dreisprachige Tafel mit Beischriften anbringen.
Der Text beschreibt Dareios’ Version seines Aufstieges: Als Verwandter seiner Vorgänger Kyros II. und Kambyses II. habe er sich gegen den Magier Gaumata, der sich als Bruder des Kambyses ausgegeben habe, erhoben; nach der Tötung Gaumatas sei er selbst zum neuen Großkönig geworden und habe sich in der Folgezeit gegen eine Reihe von „Lügenkönigen“ durchgesetzt. Die Inschrift dient der Legitimation des neuen Herrschers.

## Ausführung
Das Relief befindet sich an der Kalksteinwand rund 100 Meter über der Ebene. Es bedeckt mit den drei Sprachversionen eine Fläche von 15 Metern Höhe und 25 Metern Breite. Die Ausführung erfolgte in sechs Phasen. Die erste Phase umfasst die Erstellung des Reliefs mit neun Lügenkönigen und der elamischen Königsbeischrift DBa. In der zweiten Phase wurde als älteste der Sprachversionen die elamische Version von DB mit vier Spalten und 323 Zeilen rechts vom Relief erstellt. Die babylonische Version von DB mit einer einzigen Spalte und 112 Zeilen wurde in der dritten Phase erstellt. Sie befindet sich links des Reliefs. In der vierten Phase ließ Dareios I. die altpersische Version in vier Spalten unterhalb des Reliefs anfertigen. Sie enthält einen Zusatz, der in der elamischen Sprache oberhalb der Königsbeischrift ebenfalls angebracht wurde. Die babylonische Fassung enthält diesen Zusatz nicht. In der fünften Phase wurde der Skythe Skunxa als zehnter Lügenkönig rechts angefügt. Dadurch wurde die ursprünglich dort angebrachte elamische Sprachversion von DB unterhalb des Reliefs auf der linken Seite neu erstellt. Sie umfasst drei Spalten und 260 Zeilen. In der sechsten Phase wurde die fünfte Spalte der altpersischen Sprachversion hinzugefügt, so dass die altpersische Version 414 Zeilen erreicht. Die babylonische und elamische Sprachversion enthalten diesen letzten Zusatz der altpersischen Version nicht.

## Forschungsgeschichte
Henry Creswicke Rawlinson war der erste, der die Inschriften 1835–1837, 1844 und 1847 untersuchte und Kopien anfertigte. Die Kopien befinden sich heute im British Museum. Die persischen Inschriften wurden 1846/1849 und die babylonische Sprachversionen 1851 veröffentlicht. Die elamische Sprachversionen folgten 1855 durch Edwin Norris auf der Basis der Kopien von Henry Creswicke Rawlinson.
Franz Heinrich Weißbach behandelte 1890 die „Die Achämenideninschriften zweiter Art“ (die zweite Sprachversion der Inschrift), auf die sich die Wissenschaft nicht einigen konnte, ob sie skythisch, medisch oder susisch, der Begriff der damaligen Zeit für die elamische Sprache, war. In seiner Sprachanalyse schließt Franz Heinrich Weißbach skythische und medische Sprachen aus und legt sich auf die elamische fest. Neben einem grammatikalischen Teil enthält der Beitrag die Transliteration und die Übersetzung der elamischen Sprachversion in die deutsche Sprache.
Leonard William King und Reginald Campbell Thompson nahmen eine neue Kollation vor, die sie 1907 veröffentlichten. Auf dieser Ausgabe fußt die Ausgabe von Franz Heinrich Weißbach 1911.
1948 fertigte George G. Cameron neue Abdrücke an und übersetzte unter anderem die elamische Sprachversion auf der rechten Seite des Reliefs, die bis anhin als unleserlich galt. 1953 folgte die Ausgabe von Roland Grubb Kent und 1984 diejenige von Rykle Borger und Walther Hinz. Die aktuelle Standardausgabe für die altpersische Sprachversion ist die Ausgabe von Rüdiger Schmitt aus dem Jahr 2009.
Fragmente einer aramäischen Abschrift der Behistun-Inschrift wurden unter den aramäischen Papyri auf der Insel Elephantine (Ägypten) gefunden, wo eine jüdische Militärkolonie im 5. Jahrhundert v. Chr. im Dienste der Achämeniden stand. Darüber hinaus wurden Fragmente einer Stele mit der babylonischen Version der Behistun-Inschrift in der Hauptburg (Kasr) von Babylon gefunden.

## Rezeption
Als einzige der achämenidischen Königsinschriften haben die Inschriften historische Ereignisse zum Inhalt, die die Leistungen des Königs auflisten. Das Entwurfsmuster stammt von den assyrischen Königsannalen aus der Zeit Assurbanipals. Im Gegensatz zu diesen Texten sind die Inschriften von Behistun von mündlicher Dichtung mit ihren charakteristischen Erzählmodellen und dem sich wiederholenden Stil beeinflusst. Deshalb haben sie neben dem historischen auch einen literarischen Wert. Die altpersische Sprachversion ist das älteste Originaldokument, das die indoiranischen sprechenden Völker hinterlassen haben.
Das Relief ist ein frühes Werk aus der Regierungszeit von Dareios I. und wurde bereits vor 519 v. Chr. in mehreren Abschnitten fertiggestellt. Die Komposition, der Stil und die Ikonografie enthalten Konventionen, die in der späteren klassischen achämenidischen Kunstform nicht mehr vorkommen und sich an assyrische Darstellungsformen anlehnen. Die komplexen Ursprünge von Komponenten wie die Präsentation von besiegten Feinden und die Aufzählung historischer Ereignisse wurden zu den Reliefs von Annubanini bei Sarpol-e Sahab und den assyrischen Palastreliefs zurückverfolgt. Auf der anderen Seite erscheinen bereits Teile der späteren klassischen Darstellungen wie der Fokus auf den König, seine Haltung mit dem Bogen in der Hand, die bewaffneten Begleiter hinter dem König und die schwebende Figur in einem geflügelten Ring.
Die Details des Reliefs sind im Stil viel dekorativer ausgestaltet als in späteren Darstellungen und lehnen sich an die assyrische Kunstform an. Von der klassischen königlichen Ikonografie der Achämeniden vorweggenommen sind die Zackenkrone des Königs, die bänderlosen Schuhe und der buschige, lange Bart des Königs im Gegensatz zu allen anderen Figuren, die persische Hoftracht, das Haartoupet im Nacken, der Ring der Figur in einem geflügelten Ring und die dreisprachigen Inschriften.
Das Relief von Behistun ist ein Monument, das Konventionen der späteren klassischen Kunst der Achämeniden vorwegnimmt, aber in der Komposition und in ausgewählten Aspekten der Ikonografie und des Stils noch viele experimentelle Züge aufweist.